# Leendert Lafeber

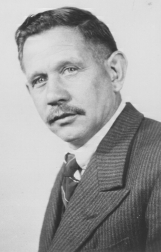
Leendert Lafeber

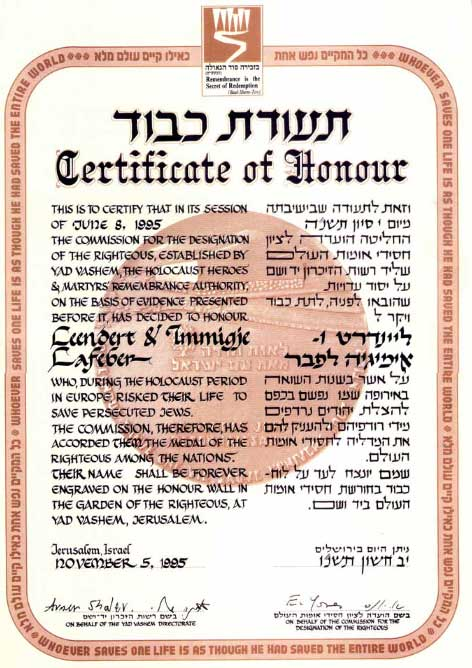
Yad Vashem-onderscheiding

Leendert Lafeber (Schoonhoven, 21 oktober 1894 – Hoogeveen, 9 mei 1967) was een Nederlandse verzetsstrijder tijdens de Tweede Wereldoorlog.
Lafeber was huisschilder en woonde met zijn vrouw Immigje Kiers in een klein huis aan de Schutstraat 155 te Hoogeveen. Vanaf het uitbreken van de oorlog was het echtpaar actief in het verzet.
Tijdens de mobilisatie was Lafeber actief voor de Luchtbescherming en in de oorlog hielp hij vluchtelingen onderdak te komen. Student Wim Dekker uit Warmond was drie jaar lang onderduiker in hun huis. Lafeber verschool de radio van de gemeenteontvanger en daar luisterden hij en ook de huisarts Piet Kooiman en Wim Dekker naar de BBC. Zij besloten de berichten uit te typen en te verspreiden als illegaal blad in een oplage voor honderd adressen. Zijn vrouw en hun 12-jarige zoon Leendert Lafeber junior bezorgden de post in giro-enveloppen. Verzetsman Jan de Jonge leverde dun papier en carbonpapier en Kooiman had een grote Remington typemachine ter beschikking gesteld.
Hun huis werd ook een doorgangs-onderduikadres. Vanuit het ziekenhuis kwam hoofdzuster Tinie Zijlstra aan met mensen die enkele dagen onderdak behoefden. Het waren joodse en niet-joodse onderduikers en door de Duitsers gezochte verzetsmensen. In 1942 dook voor langere tijd het Joodse echtpaar Frits en Lida van Buuren uit Haarlem bij hen onder. Piet Kooiman vroeg hun of zij dit wilden doen.
De aardappelkelder van het huis van Lafeber was ook een opslagplaats voor grote hoeveelheden gestolen distributiebonnen die door de Knokploegen van Meppel en Hoogeveen werden gepleegd of door het duo Nico-Victor. Lafeber zorgde ook voor de distributie onder de vele onderduikadressen. Ook werd het huis gebruikt door het verzet om tijdelijk wapens te kunnen opslaan. Het huis werd zo een bekend sleuteladres voor het illegaliteitsnetwerk van Meppel en Hoogeveen.
Omdat Lafeber een bescheiden man was die niet graag pronkte met wat hij gedaan had zweeg hij na de oorlog jaren over zijn werkzaamheden. Hij kreeg enkel het Bernhardsspeldje na de oorlog, maar wilde dit nooit dragen in het openbaar. Pas jaren later, op 27 februari 1996 volgde internationale erkenning voor de vele werkzaamheden van Leendert en zijn vrouw toen beiden postuum van de staat Israël de Yad Vashem-onderscheiding ontvingen voor hun werk en hun kinderen deze in Israël in ontvangst namen.